# 再春医療センター前駅
再春医療センター前駅（さいしゅんいりょうせんたーまええき）は、熊本県合志市須屋にある熊本電気鉄道菊池線の駅である。駅番号はKD18。

## 歴史
- 1965年（昭和40年）10月16日：再春荘前駅として開業。
- 2015年（平成27年）4月1日：交通系ICカード「熊本地域振興ICカード（くまモンのIC CARD）」に対応[1]。
- 2019年（令和元年）10月1日：熊本再春荘病院の熊本再春医療センターへの名称変更に伴い、再春医療センター前駅に改称[2]とともに駅ナンバリング導入[3]。
- 2022年（令和4年）10月10日：合志市の御代志地区土地区画整理事業に伴い、菊池線の線路および本駅を東寄りの熊本再春医療センター敷地内に移設[4]。

## 駅構造
かつての旧駅、移設後の新駅ともに単式ホーム1面1線の地上駅である。駅舎はなく、雨除け程度の小さな屋根が付く無人駅であるが、移設後の新駅の駅名標には上り・下り共にランプを装備しており、電車が近づくと点滅し接近メロディ（接近放送）が流れる新須屋駅とほぼ同じタイプのものが設置されている。
ICカード読み取り機（入場機のみ）はホームに設置。

## 利用状況
| 年度   | 1日平均 乗車人員 | 1日平均 乗降人員 |
| ------ | ---------------- | ---------------- |
| 2012年 |                  | 191              |
| 2013年 |                  | 207              |
| 2014年 | 87               | 216              |
| 2015年 |                  | 197              |
| 2016年 |                  | 244              |
| 2017年 |                  | 152              |
| 2018年 |                  | 125              |

## 駅周辺
- 熊本再春医療センター
- 国立療養所菊池恵楓園
- 熊本高等専門学校熊本キャンパス（旧 熊本電波工業高等専門学校）
- 九州沖縄農業研究センター
- 熊本県立黒石原支援学校
- 合志市立合志楓の森小学校
- 合志市立合志楓の森中学校
- 国道387号 - 菊池線と並行している

## 利用可能なバス路線
再春医療センター停留所（病院本館玄関前に設置）
- 合志市（電鉄バスが委託運行）

レターバス - 中央ルート
御代志停留所（御代志駅構内にある停留所）
- 電鉄バス

C1系統 - 桜町BT・熊本駅前・蓮台寺入口（堀川・国道経由）
C3系統 - 桜町BT・熊本駅（KMバイオ・国道経由）
C1-3・C3系統 - 菊池温泉・菊池プラザ（御代志・富の原経由）
系統番号なし - 菊池温泉（御代志・田島・七城経由、平日朝夕のみ運行）
- 合志市（電鉄バスが委託運行）

レターバス - 中央ルート、南ルート
- 九州産交バス

高速・ひのくに号 - 博多・天神
- 福岡市内方面行きは乗車のみ、福岡市内方面発は降車のみの扱い（同一県内間乗降不可）　

国道上（旧駅付近に）に再春医療センター前停留所があるが付近の改良工事等で旧駅前の交差点が廃止（御代志駅側に移設）によって距離的に同バス停留所は御代志駅（御代志バス停留所）とほぼ一緒となり、尚且つ熊本市内方面の運行系統が一緒なので御代志バス停留所が駅（院内以外）に近いバス停留所になる。

## ギャラリー

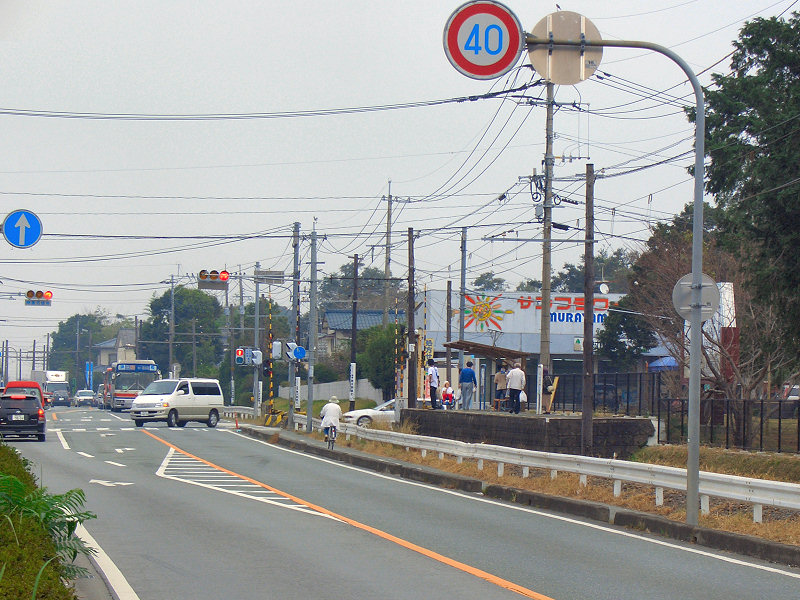
移転前の旧ホームと駅周辺（2006年月）
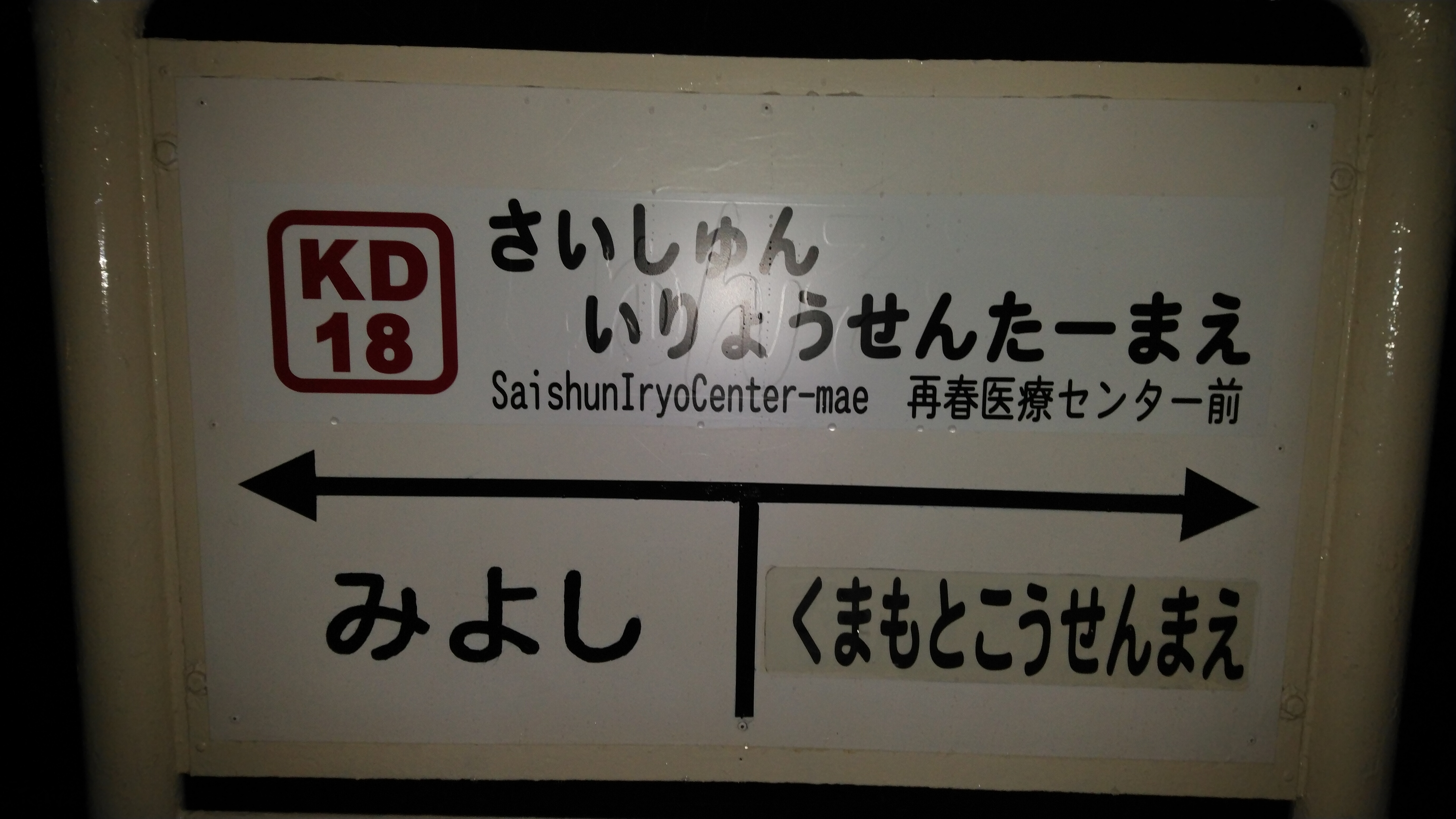
再春荘前から改称した再春医療センター前（駅ナンバリング入り）の駅名標 （2019年10月）
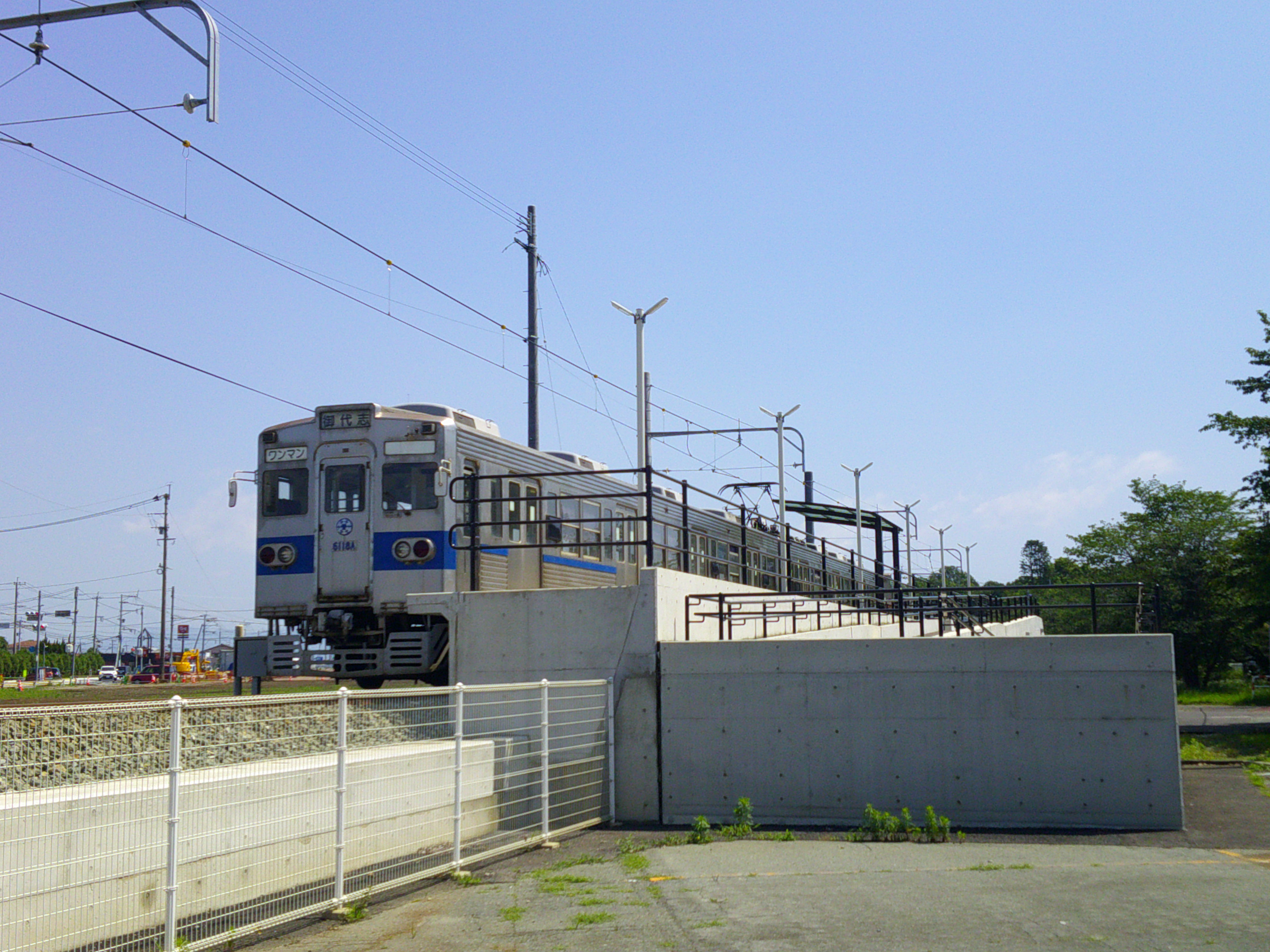
駅に到着した御代志行きの熊本電鉄6000形電車（2023年6月）
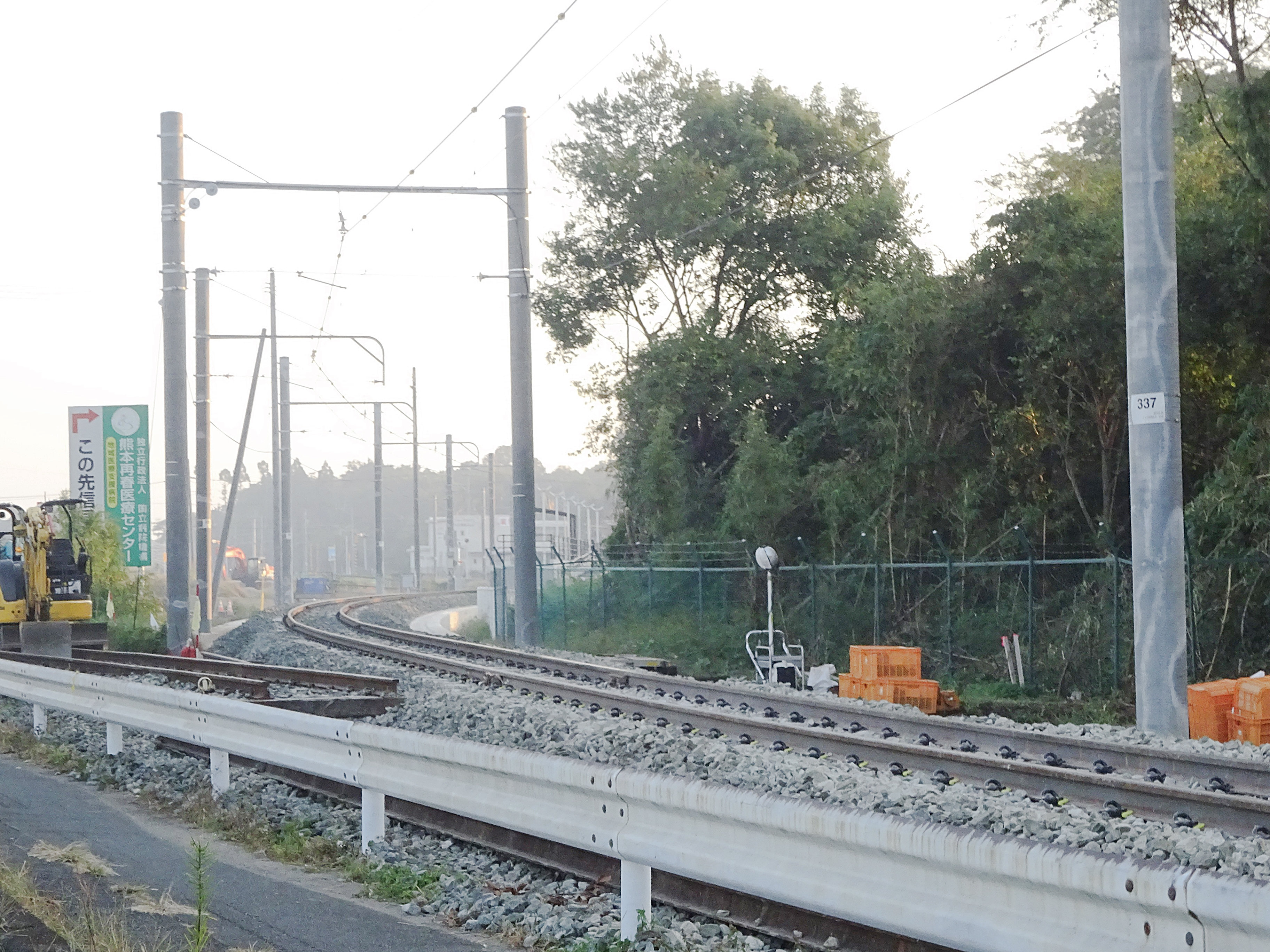
同駅近くの新旧分岐点（2022年10月）
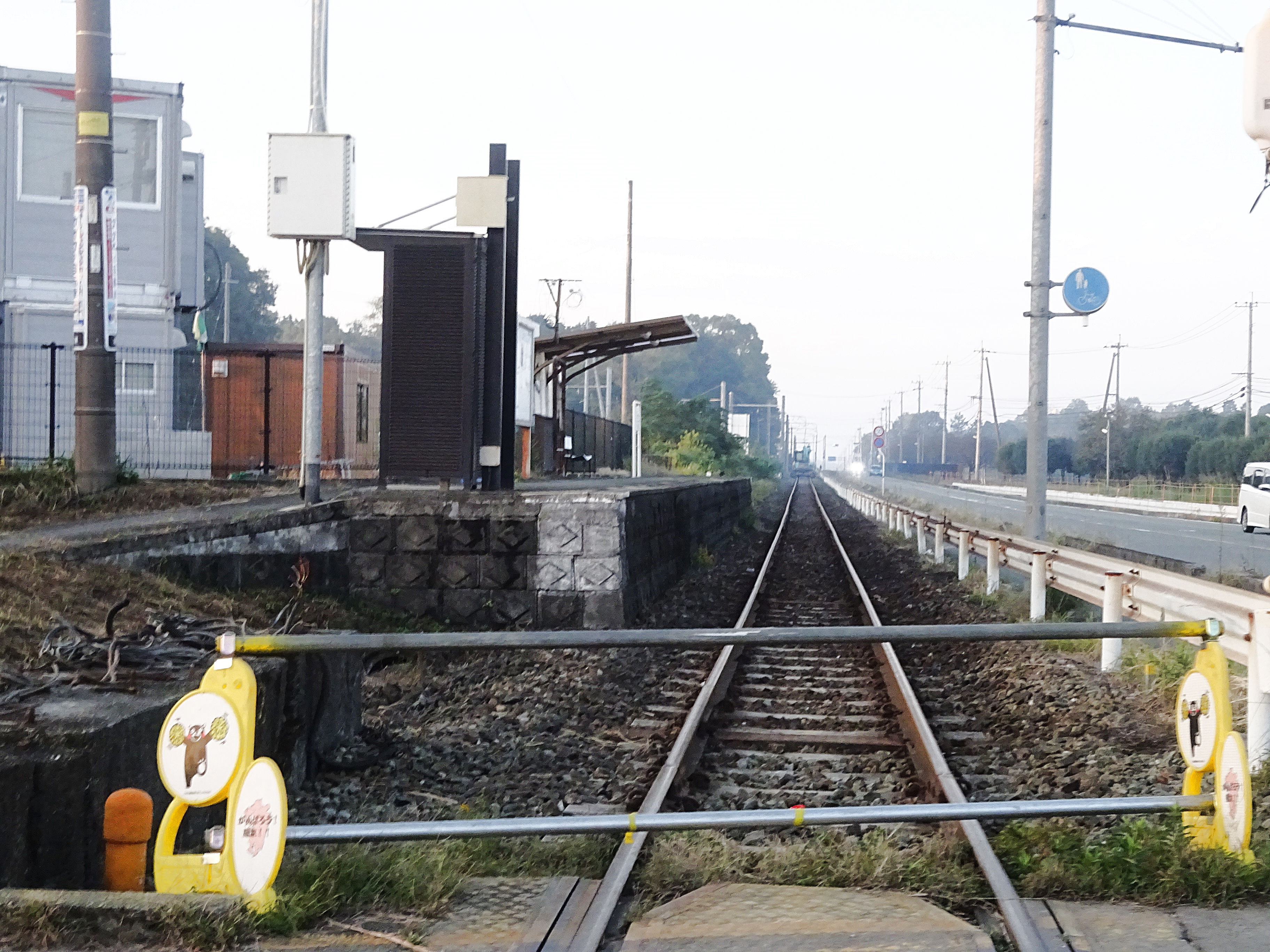
移転直後の旧駅（2022年10月）
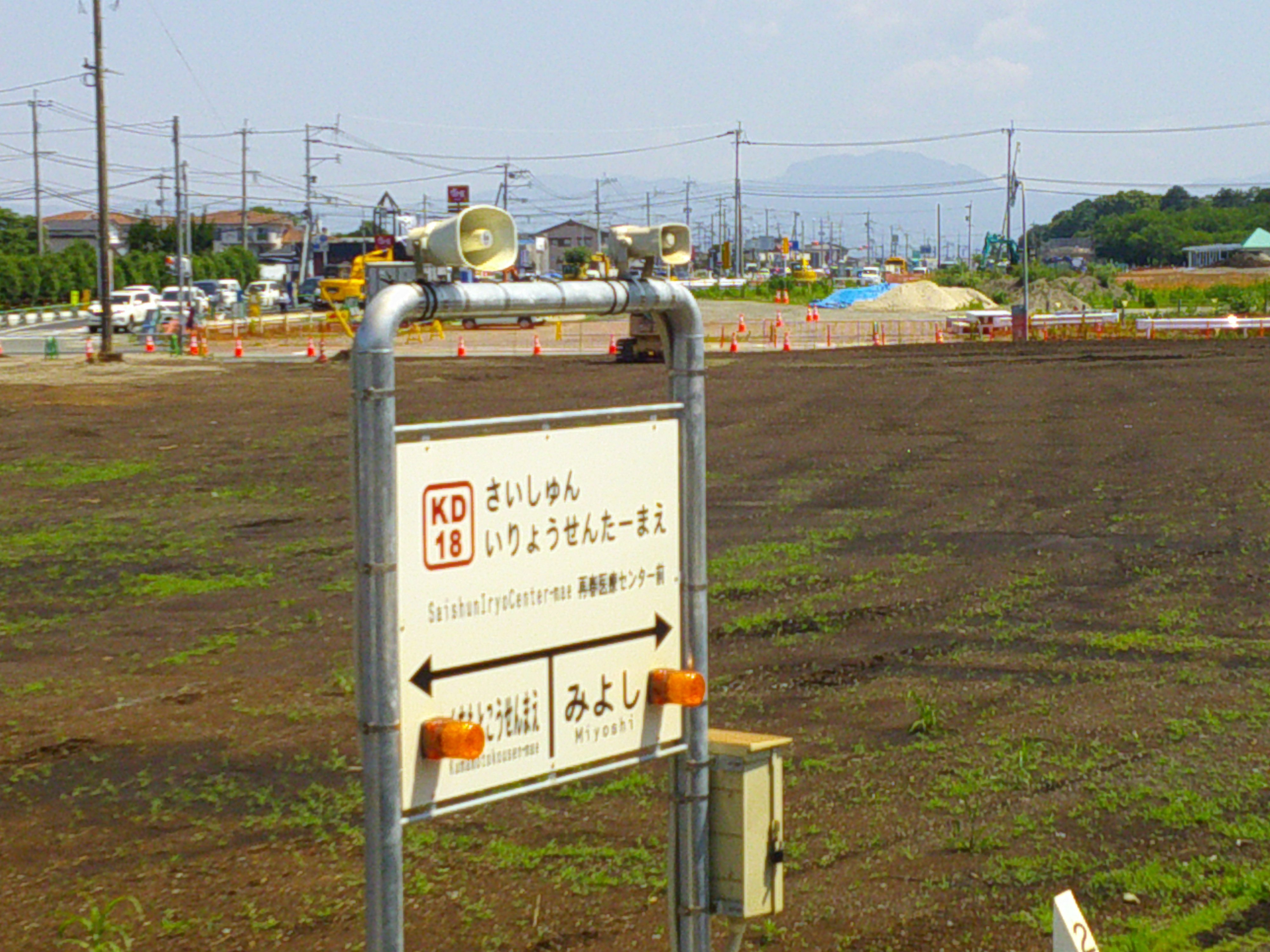
駅名標と再開発中の旧駅跡（左奥）と移転後の御代志駅（右奥）（2023年6月）
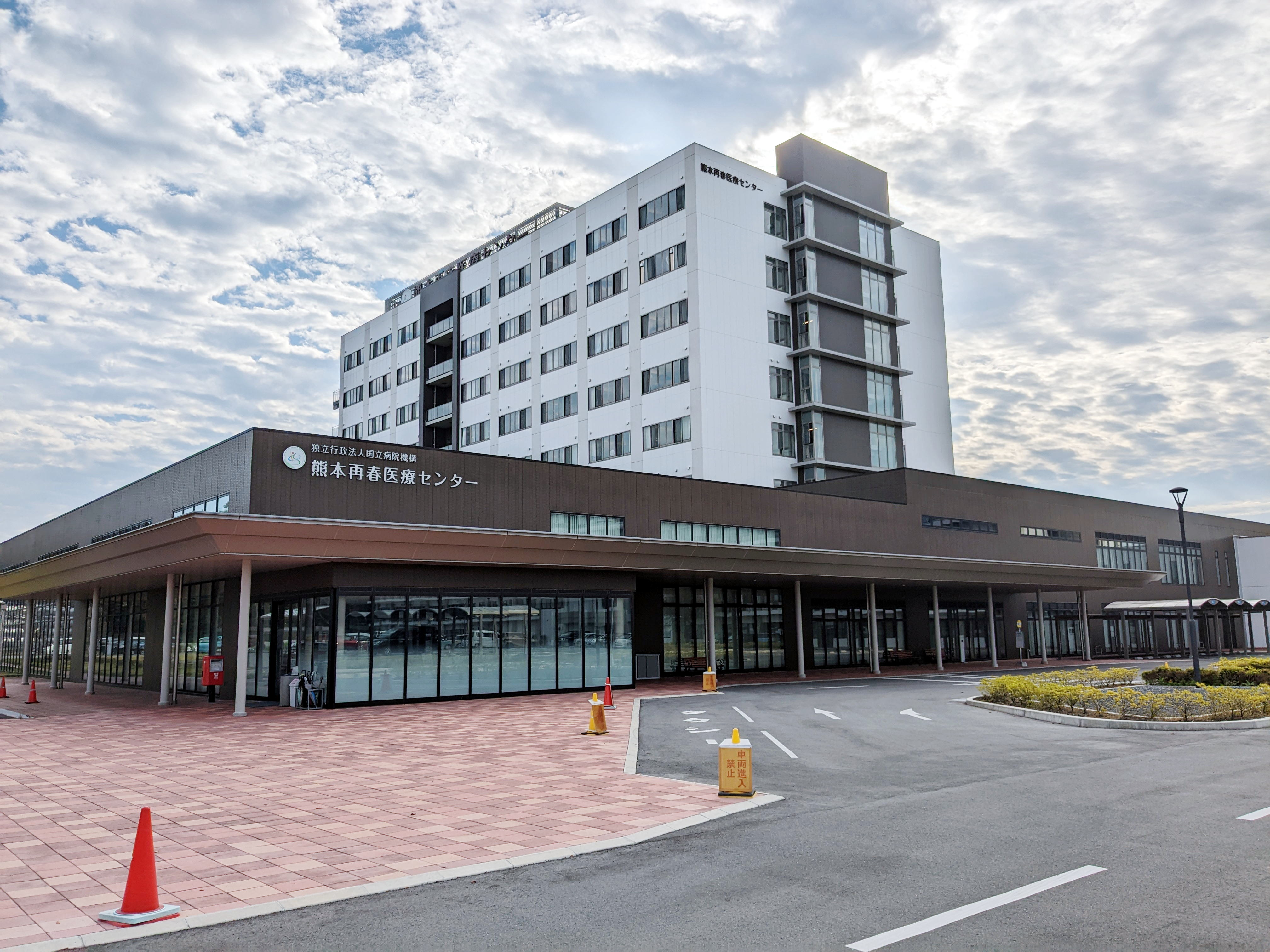
国立病院機構熊本再春医療センター （2022年10月）

## 隣の駅
熊本電気鉄道
■菊池線
熊本高専前駅（KD17） - 再春医療センター前駅（KD18） - 御代志駅（KD19）